# Junta

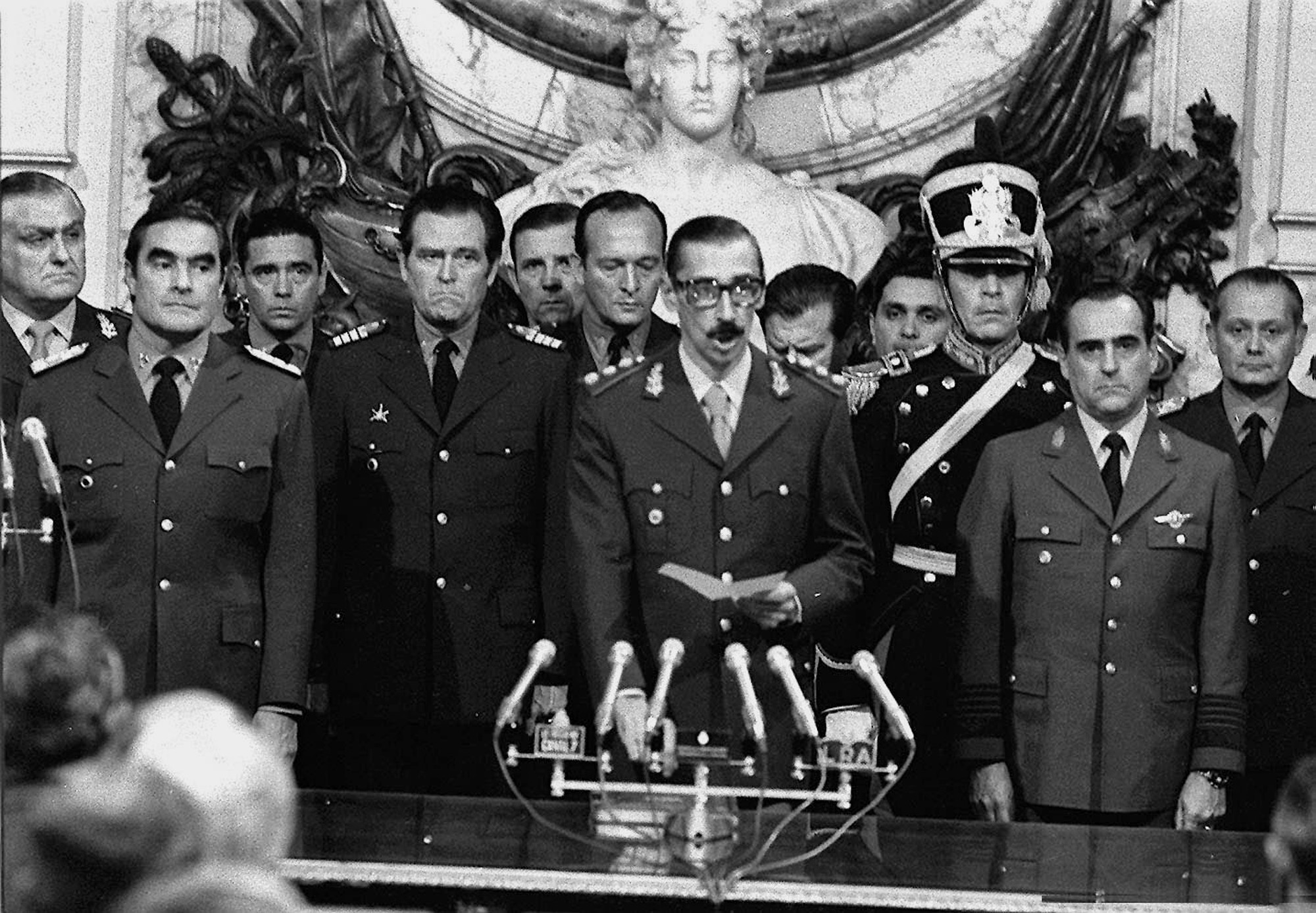
Inaugurace argentinského vojenského diktátora Jorge Rafaela Videla jako prezidenta.

Termín junta či chunta (obojí vyslovováno [chunta], z latinského juncta, či jungere – spojovat, dávat dohromady, slučovat) má ve španělsky a portugalsky mluvících zemích význam rady, komise, či výboru. V Portugalsku je takto označována obecní rada (Junta de Freguesia). Junta může být součástí vlády, nebo ji představovat. Princip junty vychází z „prvních“ junt, které byly vytvořeny na území Španělska, jako forma administrativního řízení proti Napoleonovi během Španělské války za nezávislost. S historií 20. století jsou junty většinou spojovány s krátkodobou formou státní vlády v Latinské Americe.
Vládní junta může být jakkoli ideologicky zaměřená, od levicové vlády, přes liberální, konzervativní juntu, až po nacionální. Junta, jejíž členové jsou vysocí představitelé z řad armády, je nazývána vojenská junta a je založená na vojenství a považována za jistou formu vojenské diktatury.

## Příklady vládních junt z historie
- řecká vojenská junta (1967–1974)
- revoluční vládní junta v Salvadoru (1979–1982)
- Státní rada míru a rozvoje v Myanmaru (1988–2011; v letech 1988–1997 pod názvem Rada pro obnovení pořádku a státní právo)[2]
- pravicová vojenská junta Augusto Pinocheta v Chile (1973–1990)
- režim tzv. džamáhíríje v Libyi (1969–2011)
- vláda Mustafy Kemala Atatürka v Turecku (1922–1938)
- režim v Thajsku (1976–1988)
- Suhartův režim v Indonésii (1967–1998)

## Současné státy s režimem junty
- Fidži od 2006[3]
- Thajsko od 2014
- Egypt od 2013
- Niger od 26. července 2023
- Myanmar od 2021[4]